# Herb Sandomierza
Herb Sandomierza – jeden z symboli miasta Sandomierz w postaci herbu, ustanowiony przez Radę Miasta 28 września 2016 roku.

## Wygląd i symbolika
Herb przedstawia w tarczy herbowej o czerwonym polu Orła Białego ze złotą koroną królewską na głowie, z rozpostartymi skrzydłami, złotym orężem i skokami, zwróconego w prawo.
Herb nawiązuje do pieczęci miasta z 1562 roku.

## Historia

Herb używany do 2016 r.

Do 2016 r. miasto posługiwało się herbem przedstawiającym w błękitnej tarczy herbowej biały blankowany mur miejski z ciosanych kamieni, pośrodku muru otwarta brama z opuszczoną do połowy czarną kratą (broną). Nad bramą strażnica z trzema otworami okiennymi, nakryta dachem o kształcie trapezu.  Ponad nią umieszczona pochyło tarcza sercowa z Orłem Białym w polu czerwonym, nad jej lewym rogiem szary hełm rycerski z białymi labrami, zwieńczony czarno-białym pióropuszem z piór pawich. Po bokach strażnicy, za murem, dwie wieże, o dwóch gotyckich oknach każda, z alkierzami po stronie zewnętrznej, nakryte trapezowymi dachami zwieńczonymi krzyżami.
Herb ten oparto na najstarszym ze znanych wzorów, pochodzących z pieczęci z 1343 roku. Miała ona średnicę 72 mm i napis w otoku: + S REGIS POLONIE  ET  CIVITATIS  SANDOMIRIE. 
Wizerunki sandomierskiego herbu znane z pieczęci miejskich z XVI i XVII wieku przedstawiają koronowanego orła w gotyckiej tarczy herbowej, na pieczęci z końca XVIII wieku dodatkowo umieszczono miecz i jabłko królewskie, trzymane przez orła w szponach. Na piersi orła widniała tarcza sercowa z inicjałami S. R. M. (Sacra Regia Maiestas). Pieczęć magistratu z tego samego okresu przedstawia blankowaną czworoboczną basztę z bramą miejską oraz orła w tarczy sercowej.  